# 3. Nemzetközi Fizikai Diákolimpia
A 3. Nemzetközi Fizikai Diákolimpiát (1969) Csehszlovákiában, Brnóban rendezték 1969. június 22. és július 2. között. Nyolc ország negyven versenyzője vett részt.
A magyar csapat három I. díjat (aranyérmet) és két II. díjat (ezüstérmet) szerzett, ezzel 2. lett az országok közötti pontversenyben. 

(Az elérhető maximális pontszám: 5×48=240 pont volt)

## Országok eredményei pont szerint
|    | Ország        | Pont | Arany | Ezüst | Bronz |
| -- | ------------- | ---- | ----- | ----- | ----- |
| 1. | Csehszlovákia | 222  | 3     | 2     | 0     |
| 2. | Magyarország  | 214  | 3     | 2     | 0     |
| 3. | Szovjetunió   | 207  | 3     | 1     | 1     |
| 4. | NDK           | 194  | 1     | 1     | 2     |
| 5. | Jugoszlávia   | 193  | 1     | 1     | 3     |
| 6. | Bulgária      | 177  | 1     | 1     | 1     |
| 7. | Lengyelország | 162  | 1     | 0     | 1     |
| 8. | Románia       | 128  | 1     | 0     | 1     |

## A magyar csapat
A magyar csapat tagjai voltak:
| Név            | Pontszám | Díj   |
| -------------- | -------- | ----- |
| Maróti Péter   | 48       | Arany |
| Spitzer József |          | Arany |
| Kálmán Péter   |          | Arany |
| Andor László   |          | Ezüst |
| Horváthy Péter |          | Ezüst |